# Crispin Beltran

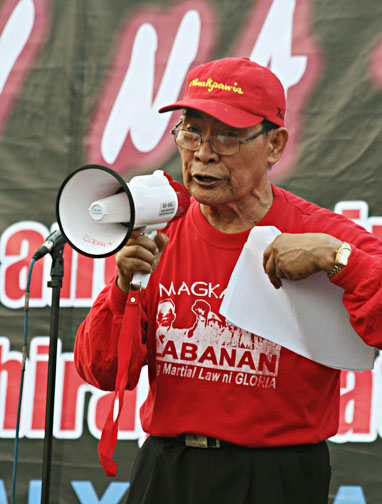
Crispin Beltran

Crispin (Ka Bel) Beltran (Albay, 7 januari 1933 – Bulacan, 20 mei 2008) was een Filipijns politicus en vakbondsleider. Beltran was een prominent criticus van president Gloria Macapagal-Arroyo en trok in 2006 en 2007 veel internationale aandacht toen hij wegens omstreden aanklachten gevangenzat. Beltran was een van de twee personen die bij de verkiezingen van 2007 namens de partij Anakpawis in het Filipijnse Huis van Afgevaardigden was gekozen. Beltran was in het verleden ook voorzitter van Kilusang Mayo Uno (KMU), een militante progressieve arbeidersbeweging.

## Levensloop
Beltran werd in 1955 lid van Kilusang Mayo Uno. Na de moord op Rolando Olalia werd hij de nieuwe leider van de arbeidersbeweging. Van 1993 tot 1999 was Beltran voorzitter van BAYAN. In 2001 werd hij namens Bayan Muna gekozen in het Filipijns Huis van Afgevaardigden.
Op 25 februari 2006 werd Beltran gearresteerd kort na het uitroepen van de staat van beleg door president Gloria Macapagal-Arroyo. Hij werd daarbij aangeklaagd voor het aanzetten tot rebellie. Bovendien werd beweerd dat hij betrokken zou zijn bij een plot om de regering van Arroyo omver te werpen.
Er was internationaal veel aandacht voor zijn zaak. Er werd een beweging opgericht genaamd de 'Free Ka Bel Movement', met lokale afdelingen in de Filipijnen, Hongkong, Japan, de VS, Canada, Australië en Zwitserland. Bijna honderd parlementariërs uit Nederland, Cambodja, Myanmar, Nieuw-Zeeland, België, Chili, Engeland, Canada, Australië, Zwitserland, Denemarken, het Vlaamse parlement en het Europees parlement riepen op tot zijn vrijlating.
Beltran bleef gevangen tot juni 2007, toen het Filipijns hooggerechtshof de aanklachten tegen Beltran en enkele andere linkse leiders ongegrond verklaarde.
Op 4 januari 2008 diende Beltran House Resolution 299 in. Hiermee wilde Beltran een onderzoek naar de moorden en aanvallen op vakbondsleiders in de Filipijnen afdwingen. Hij citeerde daarbij het jaarlijkse rapport uit 2007 over misstanden tegen linkse vakbondsleiders door de International Trade Union Confederation: "33 van de 144 gevallen van moorden van vakbondsleiders ter wereld vonden plaats in de Filipijnen; Daarnaast werden er nog achthonderd gevallen gemeld van mishandeling en marteling van activisten in de Filipijnen."
Op 20 mei 2008 viel Beltran van het dak van zijn huis in Bulacan tijdens het uitvoeren van reparatiewerkzaamheden. Hij liep daarbij ernstige hoofdwonden op en werd om 11.48 uur lokale tijd doodverklaard door de dienstdoende arts van het ziekenhuis van de Far Eastern University. Hij werd overleefd door zijn vrouw Rosario, met wie hij elf kinderen had.
Na zijn overlijden werd Beltran door andere vakbondsleiders geroemd als de "Grand Old Man of Philippine labor". Malacañang Palace noemde Beltran in een verklaring "een van de meeste gerespecteerd vakbondsleiders van het land" en een "belangrijk figuur" voor de Filipijnse arbeiders.